# Humen

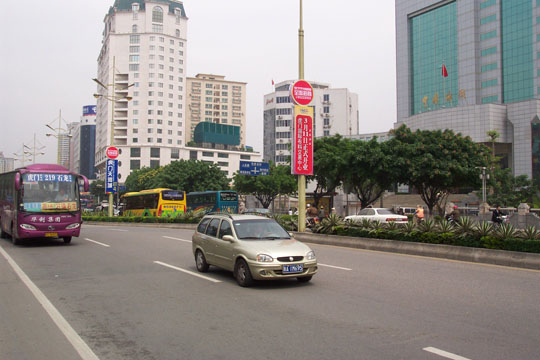
Humen

Humen este o comună mare în provicia Guangdong din China. Comuna se întinde pe o suprafață de 166,7 km², se află amplastă în sud-estul provinciei Guangdong. În anul 1839 înainte de războiul opiului, împăratul Lin Zexu a dat ordin să fie aruncată în mare o cantitate de 1,4 milioane de kg de opiu. Acest act a dus la declanșarea conflictului militar cu Marea Britanie cunoscut în istorie sub numele de Războaiele opiului.
Coordonate: 22° 49′ 21.03″ N, 113° 40′ 9.53″ E